# Árbol urbano

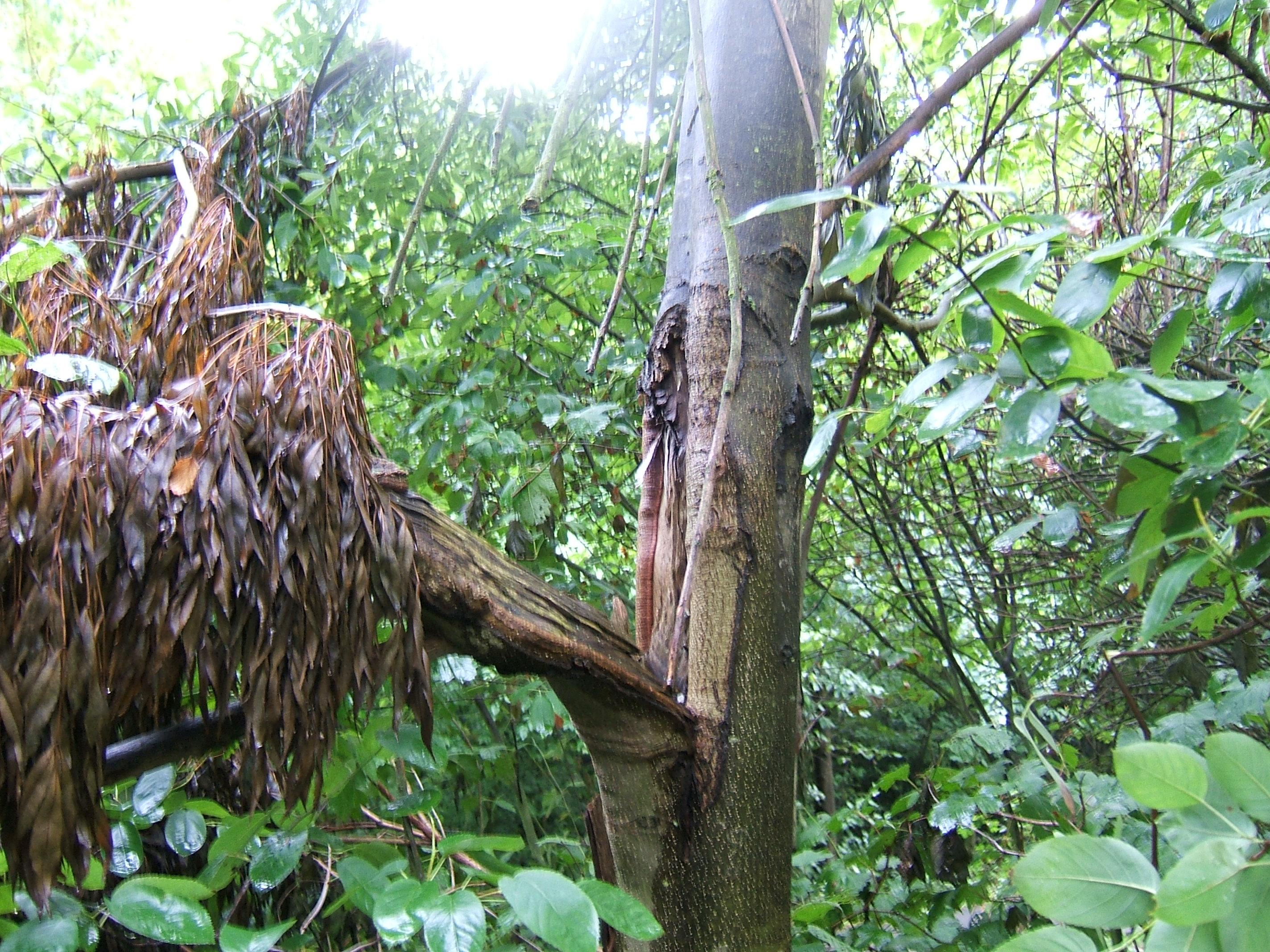
Fresno con un desgarro en el tronco, por mala praxis de arboricultura.

Un árbol urbano es aquel espécimen o colección de ellos creciendo dentro de una localidad urbana o suburbana. En un sentido amplio, incluye cualquier clase de vegetal leñoso creciendo en asentamientos humanos. En un sentido más estricto (encajando en parque forestal) describe áreas donde los ecosistemas carecen de sobrevivientes silvestres o remanentes. Se consideran árboles urbanos, aquellos que estando ubicados a la intemperie y siendo primordialmente de utilidad pública, inciden en el ambiente de una ciudad, ya sea integrados a ésta en calle, o en zonas de interfase urbano/forestal (Novelo, 2009).
El cuidado y manejo del árbol urbano se llama forestación urbana.
Los árboles juegan un rol importante en la ecología de los hábitats humanos de muchas maneras: filtran aire, agua, luz solar, ruidos; enfrían el ambiente; dan sombra a animales y a otros vegetales, y área recreacional para los habitantes. Moderan el clima urbano, reducen vientos y tormentas, proveen de sombra a viviendas y comercios, ayudando a conservar energía. Son críticos en enfriar la isla de calor urbana, y sombrear reduciendo los potencialmente peligrosos días de reducción del ozono, que azotan las megaciudades en los meses de verano picos.
En muchos países hay un crecimiento del entendimiento de la importancia de la ecología en la forestación urbana. Surgen numerosos proyectos para restaurar y preservar los ecosistemas, desde la simple eliminación de las hojas caídas, a la eliminación de vegetales invasores, y a la reintroducción de especies nativas originales.

## Beneficios
Los beneficios del arbolado urbano son muchos: embellecimiento, reducción de los efectos de la isla de calor, reducción de las escorrentías y escurrimientos, reducción de la contaminación atmosférica (química, física, biológica), reducción de costos de energía por perfeccionar el sombreado de edificios y de calles, mejora del valor de la propiedad, atenúa la amenaza a la fauna y flora silvestres, y en general mitiga todos los impactos urbanos ambientales.

### Social, psicológica, recreacional, vida silvestre
La presencia abundante de arbolado reduce el estrés, beneficiando la salud psicofísica del habitante urbano. El sombreado agradable de calles y parques atrae a la socialización y al juego. Nuevamente, la planificación y el involucrarse de la comunidad son importantes para obtener resultados positivos.
Los árboles dan sitios de anidación y alimento a aves y otros animales. La gente aprecia el avistaje, alimentación, safaris fotográficos, pintura artística, y vida silvestre. La combinación del arbolado y la vida silvestre ayudan a mantener su conexión con la naturaleza.

### Beneficios económicos
Los beneficios económicos de los árboles son conocidos desde hace mucho tiempo. Recientemente, la mayoría de esos beneficios han sido cuantificados. La cuantificación de los beneficios económicos del árbol ayuda a justificar las erogaciones públicas y privadas en su mantención. Uno de los ejemplos más obvios de su utilidad económica es la decisión de plantar árboles en el Oeste y Norte (o Sur, dependiendo del hemisferio) de los edificios. Las sombras acondicionan el edificio durante el verano, pero permiten que el Sol lo caliente luego de que las hojas caen. Todas las acciones físicas de los árboles – la sombra (regulación lumínica), control de humedad, control de vientos, control de la erosión, mejoramiento de la calidad visual, barrera de ruidos, absorción de precipitaciones y polución – conllevan beneficios económicos.

### Reducción de la contaminación atmosférica
Ya que las ciudades se esfuerzan por cumplir con los estándares en calidad atmosférica, las maneras en que los árboles contribuyen con la limpieza del aire no deben ser pasadas por alto. Los contaminantes más importantes en la atmósfera urbana son el ozono (O3), óxidos de nitrógeno (NOx), óxidos de azufre (SOx) y otros tipos de polución en menor escala. El smog es producido por reacciones químicas entre NOx y compuestos orgánicos volátiles (COVs) en presencia de luz solar. Las altas temperaturas aumentan la velocidad de estas reacciones. Las emisiones vehiculares e industriales, los vapores de gasolina y los solventes químicos son las principales fuentes de NOx y COVs. Las partículas contaminantes de menos de 10 o 25 micrómetros de tamaño (PM10 y PM25) están formadas por gotas microscópicas de sólidos o líquidos, las cuales se adhieren a los tejidos pulmonares ocasionando serios problemas de salud. La polución comienza en su mayoría como humo, el cual causa graves problemas a personas con enfermedades cardíacas y respiratorias e irritación a personas saludables. Los árboles son una solución importante, efectiva y económica tendiente a reducir la polución y mejorar la calidad del aire.
Los árboles reducen las temperaturas y el smog
Con una sana y extensa forestación urbana la calidad del aire puede ser mejorada drásticamente. Los árboles ayudan a disminuir la temperatura del aire y el efecto de la isla de calor en áreas urbanas. Esta disminución en la temperatura no solo reduce el consumo de energía, sino que también mejora la calidad atmosférica ya que la formación de ozono requiere de altas temperaturas.
- A medida que la temperatura aumenta, la formación de ozono se incrementa.
- Los parques urbanos reducen la temperatura y por consiguiente la producción de ozono.
- Grandes sombras de árboles pueden reducir la temperatura de los ambientes entre 3 y 5 °C
- En el Condado de Sacramento, California, se estimó que elevar la cubierta de dosel a cinco millones de árboles reduciría la temperatura del verano en 3 °C. Esta reducción en la temperatura disminuiría los picos en los niveles de ozono en un 7% y los días con smog en un 50%.

La sombra de árboles en estacionamientos contribuye a reducir emisiones
La reducción de temperatura por parte de la sombra de los árboles en playas de estacionamiento (aparcaderos) disminuye la cantidad de emisiones evaporativas en autos estacionados. Estacionamientos sin sombra de árboles pueden apreciarse como islas de calor en miniatura, donde las temperaturas pueden ser incluso mayores que en las áreas circundantes. Áreas arboladas pueden reducir significativamente la temperatura del aire. A pesar de que la principal masa de emisiones de hidrocarburos proviene de los caños de escape de vehículos, el 16% de esas emisiones proviene de la evaporación que ocurre en los sistemas de distribución de combustible cuando los vehículos están detenidos y los motores aun calientes. Esas emisiones evaporativas y los gases de combustión de los primeros minutos de operación de un motor son altamente perjudiciales para el microclima local.
- Autos estacionados en playas de estacionamiento con un 50% de superficie arbolada emiten un 8% menos de evaporación que vehículos estacionados en aparcaderos con solo un 8% de superficie arbolada.
- De acuerdo a los positivos efectos de los árboles en playas de estacionamiento, ciudades como Davis, California, establecieron ordenanzas que determinan que las playas de estacionamiento deben tener un 50% de superficie arbolada.

Los componentes volátiles del asfalto se evaporan más lentamente en estacionamientos con sombra y calles. La sombra no solo reduce las emisiones sino que también aumenta la durabilidad del asfalto y por ende la necesidad de mantenimiento. Menos mantenimiento implica menos asfalto caliente (humos y vapores) y menos maquinaria operando (emisiones de hidrocarburos). El mismo principio se aplica al techado sobre la base de asfalto.
Remoción activa de contaminantes
Los árboles también reducen la contaminación fijando activamente las partículas de polución del aire. Los estomas, poros en la superficie de las hojas, captan gases contaminantes que luego son absorbidos al agua del interior de la hoja. Algunas especies de árboles son más susceptibles a la absorción de polución, lo cual puede afectar el desarrollo normal de la planta. Idealmente, los árboles deberían seleccionarse de acuerdo a una alta capacidad de absorción de contaminantes y a una alta resistencia a los efectos negativos que ocasionan.
Un estudio realizado en 1991 a través de la región de Chicago determinó que los árboles remueven aproximadamente 17 toneladas de monóxido de carbono (CO), 93 toneladas de dióxido de azufre (SO2), 98 toneladas de dióxido de nitrógeno (NO2) y 210 toneladas de ozono (O3).
Secuestro de Carbono
Quienes trabajan con parques urbanos en ocasiones se encuentran interesados en conocer la cantidad de carbono que es fijado del aire y almacenado en el arbolado como madera en relación con la cantidad de dióxido de carbono (CO2) que es liberado a la atmósfera durante el trabajo de la maquinaria necesaria para mantener los árboles, la cual está impulsada por combustibles fósiles.
Los árboles interceptan partículas contaminantes
Sumado a la absorción de gases nocivos, los árboles también funcionan como filtros interceptando partículas del aire y reduciendo la cantidad de partículas dañinas de importancia, siendo capturadas por la superficie del árbol y su follaje. Esas partículas permanecen temporalmente en la superficie de los árboles hasta que son lavadas por el agua de lluvia, arrastradas por fuertes vientos o hasta que caen al suelo dentro de una gota de transpiración de la hoja. Ya que los árboles son un reservorio temporal de partículas dañinas, si no existiesen, esas partículas temporalmente retenidas permanecerían en el aire dañando la salud humana. Aumentar la superficie arbolada aumenta la retención de partículas aéreas y por ende mejora la calidad del aire.
- Los árboles de gran porte con follaje perenne son los que mayor cantidad de partículas remueven del aire.
- El estudio de Chicago en 1991 determinó que los árboles fijaron aproximadamente 234 toneladas de partículas de menos de 10 micrómetros (PM10) de tamaño.
- Grandes árboles sanos con troncos de por lo menos 75 cm de diámetro remueven aproximadamente 70 veces más polución del aire por año (1.4 kg/año) que árboles sanos y pequeños de menos de 10 cm de diámetro en el tronco (0.02 kg/año).

## Compuestos orgánicos volátiles biogénicos
Un aspecto importante a considerar cuando se valoran los efectos de los árboles en la calidad del aire urbano es que emiten algunos compuestos orgánicos volátiles biogénicos (COVBs). Estos compuestos químicos (principalmente isopreno y monoterpenos) forman los aceites esenciales, resinas y otros compuestos orgánicos que las plantas utilizan para atraer agentes polinizadores y repeler predadores. Como se mencionó anteriormente, los COVBs reaccionan con NOx formando ozono. Esto significa que los COVBs emitidos por los árboles contribuyen a la producción de ozono. Si bien esa contribución debe ser considerada pequeña, las emisiones de COVBs pueden exacerbar el problema del smog.
No todas las especies de árboles, sin embargo, emiten altas cantidades de COVBs. Las especies que mayor cantidad de isopreno emiten y que deben ser plantadas con atención son:
- Casuarina
- Eucalyptus
- Liquidambar
- Nyssa (tupelo)
- Platanus
- Populus (álamo)
- Quercus (roble)
- Robinia
- Salix (sauce)

Árboles que están bien adaptados al entorno y se encuentran saludables no deben ser retirados ni reemplazados solo porque emiten COVBs. La cantidad de emisiones de hidrocarburos que pueden producirse por el mantenimiento de un árbol que emite pocas cantidades de COVBs puede ser más perjudicial que las grandes emisiones de COVBs de alguna especie de la lista anterior.
Los árboles no deben ser catalogados como contaminantes ya que sus beneficios en la calidad del aire son mucho mayores que los daños que puedan ocasionar las emisiones de COVBs aumentando la concentración de ozono. Las emisiones de COVBs crecen exponencialmente con la temperatura. Por ende, mayores emisiones ocurrirán a mayores temperaturas. En climas desérticos, los árboles nativos adaptados a condiciones hostiles emiten cantidades de COVBs significativamente menores que árboles de climas húmedos. Como se discutió anteriormente, la producción de ozono también depende de la temperatura. Así, la mejor manera de reducir la producción de ozono y de COVBs es reducir las temperaturas urbanas y el efecto de la isla de calor. Como se sugirió anteriormente, la mejor manera de reducir la temperatura urbana es aumentar la cubierta vegetal y particularmente la cantidad de árboles.
Los efectos del arbolado urbano en la producción de ozono fueron descubiertos recientemente por la comunidad científica, aunque investigaciones extensas y concluyentes aún no han sido realizadas. Se realizaron algunos estudios cuantificando los efectos de las emisiones de COVBs en la formación de ozono, pero no se determinó concluyentemente la contribución del arbolado urbano en esa producción. Importantes preguntas continúan sin respuesta. Por ahora, se desconoce si existen suficientes reacciones químicas entre las emisiones de COVBs y NOx que produzcan cantidades nocivas de ozono en los medioambientes urbanos. Es necesario e importante para las ciudades estar atentas a que estas investigaciones continúan y las conclusiones no deben ser expuestas hasta que no hayan sido recolectadas las evidencias pertinentes. Nuevos estudios e investigaciones podrán resolver estos interrogantes.